# Дереволаз-серподзьоб великий
Дереволаз-серподзьоб великий (Drymotoxeres pucheranii) — вид горобцеподібних птахів родини горнерових (Furnariidae). Мешкає в Андах. Вид названий на честь французького зоолога Жака Пюшрана.

## Таксономія
Раніше великого дереволазо-серподзьоба відносили до роду Дереволаз-серподзьоб (Campylorhamphus), однак за результатами молекулярно-генетичного дослідження, яке показало, що цей вид є генетично ближчий до дереволаза-шабледзьоба, він був переведений до новоствореного монотипового роду Drymotoxeres.

## Опис
Довжина птаха становить 24-30 см, вага 63-78 г. Забарвлення переважно рудувато-коричневе, над очима білі "брови", голова і шия поцятковані тонкими охристими смужками. Крила і хвіст руді. Дзьоб тонкий, вигнутий, рожевувато-роговий, біля основи чорний, довжиною 60-65 мм.

## Поширення і екологія
Великі дереволази-серподзьоби мешкають в  Колумбійських Андах (на західних схилах в департаментах Вальє і Каука, у верхів'ях Магдалени в департаменті Уїла, на східних схилах на південь від Бояки), на західних схилах Еквадорських Анд (на південь до Пічинчи) та на східних схилах Перуанських Анд (на південь до Куско). Вони живуть у вологих гірських і хмарних тропічних лісах та на узліссях. Зустрічаються на висоті від 900 до 3250 м над рівнем моря, переважно на висоті понад 2000 м над рівнем моря. Живляться безхребетними.

## Збереження
МСОП класифікує стан збереження цього виду як близький до загрозливого. Великим дереволазам-серподзьобам загрожує знищення природного середжовища.